# La vita è bella (álbum)
La vita è bella é a trilha sonora do premiado filme homônimo, lançada em 1998. A trilha instrumental foi inteiramente composta pelo músico italiano Nicola Piovani. Ganhou o Academy Award na categoria "Melhor Trilha Sonora" e foi indicado ao Grammy Awards, porém, perdeu para a trilha do filme A Bug's Life. Em edições lançadas posteriormente, foi incluída a canção "Beautiful That Way", interpretada pela cantora israelense Noa.
O filme La vita è bella foi escrito, dirigido e protagonizado por Roberto Benigni. Posteriormente, Nicola Piovani iria compôr a trilha de um outro filme de Benigni, Pinocchio de 2002.

## Faixas
| N.º | Título                     | Compositor(es) | Duração |  |
| 1.  | "Buon Giorno, Principessa" | Nicola Piovani | 3:33    |  |
| 2.  | "La Vita è Bella"          | Nicola Piovani | 2:50    |  |
| 3.  | "Viva Giosué"              | Nicola Piovani | 1:23    |  |
| 4.  | "Grand Hotel Valse"        | Nicola Piovani | 2:01    |  |
| 5.  | "La Notte di Favola"       | Nicola Piovani | 2:36    |  |
| 6.  | "La Notte di Fuga"         | Nicola Piovani | 3:53    |  |
| 7.  | "La Uova Nel Capello"      | Nicola Piovani | 2:23    |  |
| 8.  | "Grand Hotel Fox"          | Nicola Piovani | 1:58    |  |
| 9.  | "Il Treno Nel Buio"        | Nicola Piovani | 2:23    |  |
| 10. | "Arriva Il Carro Armato"   | Nicola Piovani | 1:08    |  |
| 11. | "Valse Larmoyante"         | Nicola Piovani | 2:07    |  |
| 12. | "Krautentang"              | Nicola Piovani | 2:50    |  |
| 13. | "Il Gioco di Giosué"       | Nicola Piovani | 1:49    |  |
| 14. | "Barcarolle"               | Nicola Piovani | 3:56    |  |
| 15. | "Guido e Ferrucio"         | Nicola Piovani | 2:30    |  |
| 16. | "Abbiamo Vinto"            | Nicola Piovani | 3:03    |  |